# Tatort: Mord in der Oper
Mord in der Oper ist ein österreichischer Fernsehkrimi von und mit Fritz Eckhardt aus dem Jahr 1981, Regie führte Wolfgang Glück. Er entstand als 129. Folge der Kriminalreihe Tatort und war der elfte Tatort-Fall für Marek. Marek hat es diesmal mit einem Serienmörder zu tun, der aus sexuellen Motiven heraus Frauen ermordet.

## Handlung
Oberinspektor Marek geht mit seinem Assistenten, Bezirksinspektor Wirz, aus dienstlichen Gründen in die Wiener Staatsoper, wo eine Aufführung von „Carmen“ stattfindet. Während Marek und mit Abstrichen auch Wirz die Vorstellung genießen und sehen, wie Carmen vom eifersüchtigen Don José auf der Bühne erstochen wird, findet hinter den Kulissen ein echter Mord statt, bei dem die Garderobiere der Hauptdarstellerin, Lisa Kühn, von einem Unbekannten erstochen wird. Während ein Polizist einen jungen Mann aufgreift, der sich unbefugt hinter den Kulissen aufhält, werden Marek und Wirz, die gerade die Oper verlassen wollen, zum Tatort geholt. Der Unbekannte wird Inspektor Marek vorgeführt, der junge Mann, der gute Manieren zu haben scheint, streitet eine Beteiligung an dem Mord energisch ab. Er behauptet, hinter den Kulissen lediglich eine Toilette gesucht zu haben. Als Marek den jungen Mann aus der Vernehmung entlassen will, fällt ihm Blut an dessen Taschentuch auf, so dass er den jungen Mann festnimmt. Wirz sucht noch in der Nacht Herrn Kühn, den Ehemann des Mordopfers, auf, dieser zeigt sich bestürzt über den Mord an seiner Frau und kann sich die Tat nicht erklären. Für die Tatzeit hat er kein Alibi.
Am nächsten Morgen wird der junge Mann aus gutem Hause, Erik Homann, freigelassen, Marek erhält einen Tadel vom Hofrat, dass er einen Mann aus solchen Kreisen festgenommen hatte. Vor seinen Eltern behauptet Erik, dass er auf der Suche nach einer Toilette die Leiche gefunden und sich so erschrocken habe, dass er orientierungslos durch die Oper geirrt sei. Da Marek und Wirz von einem Lustmord ausgehen, lassen sie den durch eine Wirtshausrauferei lädierten Inspektor Berntner die Kartei der Sexualstraftäter durchforsten, Wirz denkt dabei besonders an Siegfried Klosky, dem er den Mord an Lisa Kühn zutraut. Klosky ist erst seit zwei Wochen aus der Haftanstalt entlassen, sein Aufenthalt ist unbekannt. Wirz sucht die ehemalige Freundin von Klosky auf, diese behauptet, keinen Kontakt mehr zu ihrem Ex zu haben, sie war entsetzt und enttäuscht über seine Sexualverbrechen. Berntner findet über seine Verlobte, die Erik Homann oberflächlich kennt, heraus, dass dieser trotz der laufenden Ermittlungen nach Düsseldorf fliegen will, er trifft am Flughafen auch die Kammersängerin der Wiener Staatsoper, die Erik zu kennen scheint. Berntner hat allerdings keine Handhabe, Homann aufzuhalten. Marek sucht noch einmal den Witwer des Mordopfers, Herrn Kühn, auf. Dieser sagt aus, dass die Ehe nicht mehr besonders gut war, die Eheleute hatten sich auseinandergelebt und Lisa hatte einen Geliebten, Ewald Berlinger, Kühn hätte sich mit der Beziehung abgefunden. Er kann Marek die Adresse nennen, weiß aber sonst nicht viel über Berlinger.
Marek sucht Ewald Berlinger auf, dieser gibt auf Nachfrage Mareks zu, dass er wegen Gewaltverbrechen vorbestraft ist. Er räumt sein Verhältnis mit Lisa Kühn ein, am Tatabend hatte er die Homanns, für die er als Chauffeur arbeitet, in die Staatsoper gefahren. Erik hätte eine Freundin unter den Darstellerinnen gehabt, als Mörder schließt er diesen aber aus. Da Lisa ihm nach der Vorstellung 3.000 Schilling geben sollte, diese jedoch nicht bei der Leiche gefunden wurden, mutmaßt Berlinger, dass der Sexualmord nur vorgetäuscht war und es sich in Wahrheit um einen Raubmord handelte. Am späten Abend gelingt es Wirz und ein paar Kollegen, Klosky festzunehmen, als dieser seine Ex-Freundin aufsuchen und bedrohen will. Am nächsten Morgen sucht Resi Krametsreuther Wirz auf, sie war in erster Ehe mit einem Sexualstraftäter bis zu dessen Verurteilung verheiratet, Jahre später hatte er ein Mädchen ermordet und wurde zu zwanzig Jahren Gefängnis verurteilt, trotzdem habe sie ihn am Vortag frei herumlaufen sehen. Sie verspricht Wirz, ihm ein Foto ihres Ex-Mannes zuzuschicken, unter welchem Namen er jetzt lebe, wisse sie nicht. Marek sucht die Homanns auf, um sich auf Druck des Hofrates für die Befragung ihres Sohnes durch Berntner zu entschuldigen. Er trifft nur Frau Homann an, diese ist froh, mit Marek alleine reden zu können. Sie sitzt seit einem von ihrem Mann verursachten Autounfall im Rollstuhl. Sie erzählt dem überraschten Marek, dass dieser Erik nicht ganz zu Unrecht verdächtigt hat. Da sie seit dem Unfall die Bedürfnisse ihres Mannes nicht mehr befriedigen kann, hat er außerehelichen Verkehr, sie toleriere das. Seit zwei Jahren jedoch sei ihr Mann in eine andere Frau verliebt, es ist die Kammersängerin der Oper; ihr Mann habe Erik aus der Loge zu ihr geschickt, um ihr etwas auszurichten. Für die Homanns sei es daher so blamabel gewesen, dass ihr Sohn hinter den Kulissen aufgegriffen worden war.
Noch in der Nacht wird einer weiteren jungen Frau auf offener Straße die Kehle durchgeschnitten. Wirz erhält am nächsten Morgen den Brief mit dem versprochenen Foto von Resi Krametsreuthers Ex-Mann. Unterdessen erfährt Marek, dass sich Klosky in seiner Zelle erhängt hat; er kam aufgrund seiner Inhaftierung für den Mord der Vornacht ohnehin nicht mehr in Betracht. Wirz erkennt in dem Mann auf dem Foto den Witwer von Lisa Kühn wieder, er fährt mit Berntner und weiteren Beamten zu dessen Wohnung, wird jedoch von Kühn überwältigt und mit einem Messer bedroht, auch Berntner wird von Kühn überwältigt. Er fordert einen Fluchtwagen und freien Abzug. Er hat die Mädchen aufgrund seiner sexuellen Abartigkeit umgebracht, Lisa Kühn hatte davon erfahren und wollte zur Polizei gehen, deshalb musste sie sterben. Als Marek am Tatort eintrifft und ins Haus will, will Kühn ihn erschießen, doch ein Scharfschütze der Polizei erschießt Kühn in letzter Sekunde.

## Einschaltquote und Produktion
Mord in der Oper erreichte bei seiner Erstausstrahlung eine Zuschauerzahl von 14,98 Mio., was einer Einschaltquote von 42,0 % entsprach. Mord in der Oper war der elfte Tatort-Fall um Oberinspektor Marek. Fritz Eckhardt fungierte nicht nur als Hauptdarsteller, sondern schrieb auch das Drehbuch. Der Film wurde im März und April 1981 in Wien und Umgebung gedreht.

## Kritik
TV Spielfilm bewertete den Film positiv und kommentierte: „Trotz Oper ein Krimi der leisen Töne“.